# Eresia homogena
Eresia homogena är en fjärilsart som beskrevs av Felix Bryk 1953. Eresia homogena ingår i släktet Eresia och familjen praktfjärilar. Inga underarter finns listade i Catalogue of Life.